# Bad Teacher
Bad Teacher er en amerikansk filmkomedie fra 2011.
Filmen er instrueret af Jake Kasdan, og filmens rolleliste indeholder navne som Cameron Diaz, Justin Timberlake og Jason Segel.